# Flesh and Blood
Flesh and Blood (с англ. — «Плоть и кровь») — седьмой студийный альбом рок-группы Roxy Music, изданный в июне 1980 года.

## Об альбоме
В 1980 году из оригинального состава Roxy Music остались лишь Брайан Ферри, гитарист Фил Манзанера и Энди Маккей, так как барабанщик коллектива Пол Томпсон ушёл из группы.
Впервые в своей истории группа записала две кавер-версии — «In the Midnight Hour» и «Eight Miles High».
Композицию «In the Midnight Hour» ранее исполнял Уилсон Пикетт, а «Eight Miles High» пели The Byrds. Песни «Oh Yeah», «Over You» и «Same Old Scene» были изданы синглами. В качестве последнего сингла был выбран трек «In the Midnight Hour».
Flesh and Blood добился большого коммерческого успеха, но получил смешанные отзывы от критиков.
Обозреватель музыкального издания Billboard оценил его положительно, назвав заглавный трек лучшим в альбоме. Как считает рецензент Роман Казак, средне-темповая песня «My Only Love» посвящена утраченной любви. В «Over You» Ферри, наоборот, усердно пытается забыть её. «Rain, Rain, Rain» — сардоническая композиция. «No Strange Delight» и «Running Wild», заключительные на пластинке, повествуют о том, что ни гедонизм, ни эскапизм не смогут заменить потерянную любовь. Критик Rolling Stone пишет, что Flesh and Blood — это своеобразный крик Брайана Ферри о помощи, из-за того, что он страстно любит женщину, которая его терпеть не может («My Only Love», «Over You»).
Редактор сайта AllMusic поставил альбому 2 звезды из 5, отметив, что мягкий и обворожительный Flesh and Blood в жанровом плане держит равновесие между утончённым, очаровательным попом и «пресыщенным» диско. Стивен Томас Эрлевайн из всего диска выделил композиции «Over You» — один из величайших синглов в творчестве коллектива, а также навязчивую «Oh Yeah». Однако рецензент выразил мнение, что даже самые энергичные моменты не могут скрыть ощущения, что Roxy Music явно исчерпали свои возможности.

## Список композиций
Слова и музыка всех песен — Брайан Ферри, если не указано иное.
| №  | Название               | Автор(ы)                    | Длительность |
| -- | ---------------------- | --------------------------- | ------------ |
| 1. | «In the Midnight Hour» | Уилсон Пикетт, Стив Кроппер | 3:09         |
| 2. | «Oh Yeah»              |                             | 4:51         |
| 3. | «Same Old Scene»       |                             | 3:57         |
| 4. | «Flesh and Blood»      |                             | 3:08         |
| 5. | «My Only Love»         |                             | 5:16         |

| №  | Название             | Автор(ы)                                  | Длительность |
| -- | -------------------- | ----------------------------------------- | ------------ |
| 1. | «Over You»           | Брайан Ферри, Фил Манзанера               | 3:27         |
| 2. | «Eight Miles High»   | Джин Кларк, Дэвид Кросби, Роджер МакГуинн | 4:55         |
| 3. | «Rain, Rain, Rain»   |                                           | 3:20         |
| 4. | «No Strange Delight» | Брайан Ферри, Фил Манзанера               | 4:44         |
| 5. | «Running Wild»       | Брайан Ферри, Фил Манзанера               | 5:03         |

## Участники записи
Roxy Music:
- Брайан Ферри — вокал, клавишные, пианино, синтезатор (дорожка 4), гитара (дорожка 4), струнные (дорожка 5)
- Фил Манзанера — гитара, бас-гитара (дорожка 6)
- Энди Маккей — саксофон, гобой

дополнительный персонал:
- Аллан Шварцберг[англ.] — ударные (дорожки 1, 2, 6—10), перкуссия (дорожки 4, 5)
- Энди Ньюмарк[англ.] — ударные (дорожки 4, 5)
- Саймон Филипс — перкуссия (дорожка 5)
- Алан Спеннер[англ.] — бас-гитара (дорожки 3—5, 8, 10)
- Нил Джейсон[англ.] — бас-гитара (дорожки 2, 7, 9)
- Гэри Тиббс[англ.] — бас-гитара (дорожка 1)
- Нил Хаббард[англ.] — гитара (дорожки 1, 2, 5, 7—10)
- Пол Каррак — струнные музыкальные инструменты (дорожка 2), орган и пианино (дорожка 10)

## Чарты и сертификации
| Страна         | Позиция |
| -------------- | ------- |
| Австрия        | 15      |
| Бельгия        | 4       |
| Великобритания | 1       |
| Германия       | 6       |
| Канада         | 12      |
| Нидерланды     | 8       |
| Новая Зеландия | 1       |
| Норвегия       | 6       |
| Швеция         | 7       |
| Франция        | 3       |

| Год  | Хит-парад                          | Позиция |
| ---- | ---------------------------------- | ------- |
| 1980 | Великобритания (Gallup Poll)       | 6       |
| 1980 | Канада (RPM Year-End)              | 65      |
| 1980 | Новая Зеландия (Recorded Music NZ) | 24      |
| 1980 | ФРГ (Jahrescharts Deutschland)     | 30      |
|      |                                    |         |
| 1981 | Новая Зеландия (Recorded Music NZ) | 7       |

| Страна               | Сертификация |
| -------------------- | ------------ |
| Великобритания (BPI) | Платиновый   |
| Германия (BVMI)      | Золотой      |
| Франция (SNEP)       | Золотой      |